# 鐵砲町停留場
鐵砲町停留場（日语：／ Teppōchō teiryūjō */?）是位於日本愛媛縣松山市，隸屬於伊予鐵道（伊予鐵）的路面電車車站。車站編號為13。

## 所屬路線
- 伊予鐵道

松山市內線（城北線）
■1號線（環狀線下行—順時針方向）
■2號線（環狀線上行—逆時針方向）

## 車站結構
設有相對式側式月台2個，為列車可交換車站，有效長度皆為2輛。原來只為單軌雙層路段，但當實行10分鐘定點班次時，本站即改作為列車交換車站，並加添了交換設施，現時下行月台及路軌都是及後才增設的，因而使上行月台為主線道，下行月台為側線道。另外當有突發安排時，本站亦可作為臨時的區間終點。
下行月台除最後約半輛長度外，全設有上蓋及候車座椅；上行月台則只在後端1節長度設有上蓋及候車座椅。

### 月台配置
| 月台 | 路線        | 目的地             |
| ---- | ----------- | ------------------ |
| 1    | ■1號線 環狀 | 上一萬、大街道方向 |
| 2    | ■2號線 環狀 | 木屋町、古町方向   |

## 歷史
- 1927年4月3日：開業。
- 1951年6月：加設交換設施[3]。

## 相鄰停留場
伊予鐵道
城北線
清水町（12）－鐵砲町（13）－赤十字醫院前（14）